# Anders Gade
Anders Gade (født 1946) er en dansk psykolog og ansat på Institut for Psykologi ved Københavns Universitet.

## Eksternt link
- Anders Gade, Institut for Psykologi Arkiveret 3. april 2009 hos  Wayback Machine

## Henvisning
1. ↑  "Langt CV". Arkiveret fra originalen 25. marts 2016. Hentet 28. maj 2010.